# 八木悠香
八木 悠香（やぎ はるか、2005年4月15日 - ）は、日本の女子バスケットボール選手である。ポジションはシューティングガード。WリーグのENEOSサンフラワーズ所属。

## 来歴
京都府出身。
京都精華学園高校在学中、インターハイとウインターカップで2冠。
卒業後の2024年、ENEOSサンフラワーズに加入。開幕2試合目で初出場を果たし、18分33秒出場13得点3リバウンド1スティール1ブロックを記録した。

## 日本代表歴
- 2022 U16アジアカップ
- 2022 U17ワールドカップ